# George et Willie Muse
 (novembre 2023).
George et Willie Muse, sous le nom « Eko » et « Iko »  sont des frères afro-américains atteints d’albinisme. Contraints de rejoindre les spectacles sensationnalistes (ou « freak show ») dès leur jeune âge, ils sont exposés publiquement du fait de leurs particularités physiques au début du XXe siècle.

## Biographie
Atteints d’albinisme dés leur naissance, George et Willie Muse grandissent dans le sud des États-Unis en Virginie dans un contexte de ségrégation à travers les Lois Jim Crow. En 1899. à l'âge de neuf et six ans, ils sont kidnappés à Truevine par James Herman Shelton afin de les exploiter dans un cirque détenu par les frères Ringling. Surnommés « Eko » et « Iko », John Ringling déclare les avoir trouvés au large de Madagascar. Ils deviennent des attractions du cirque pendant les années 1920 et 1930. Leurs traits de visage afro-américains, associés à des yeux bleus et accentuées avec des cheveux blonds tordus en dreadlocks, ils sont présentés comme étant des cannibales, des erreurs de la nature ou des « Ambassadeurs de Mars ». Ils ne sont pas autorisés à aller à l'école et à apprendre à lire.

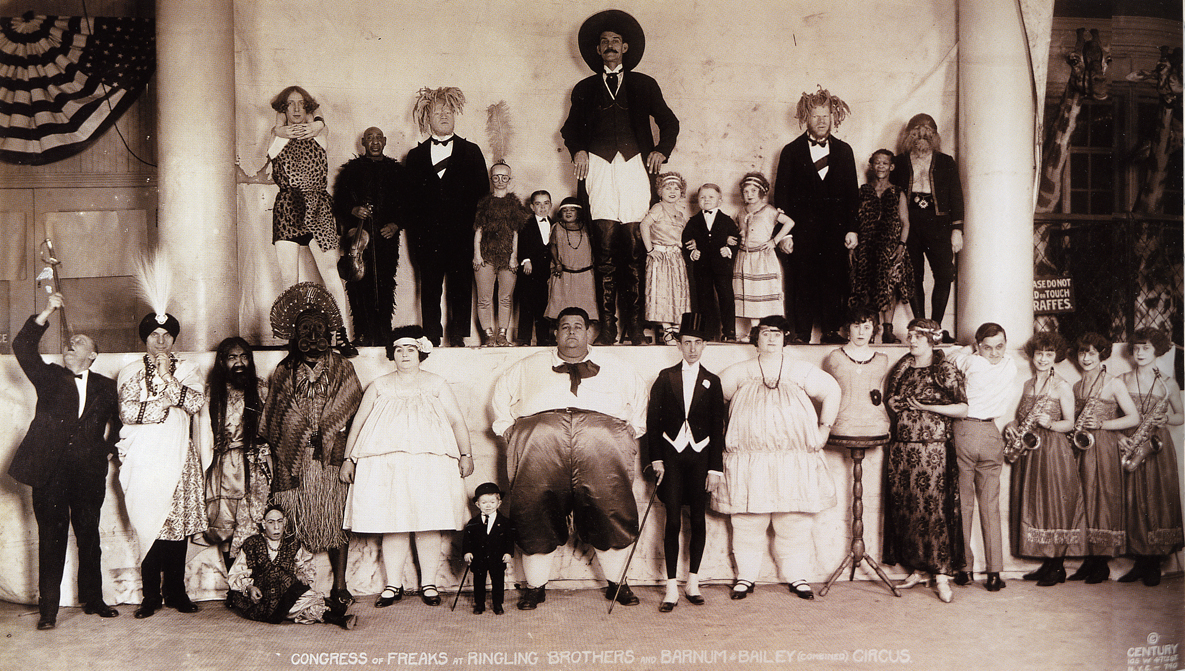
Troupe "Ringling Brothers" en 1924-George et Willie Muse (rangée du haut, 3ème à gauche et 3ème à droite)

La journaliste Beth MacyDans dédie un ouvrage Truevine  à leur histoire. Selon l'auteure, ils se différenciaient des autres artistes en déclarant «C'étaient de bons musiciens. Et ils se sont parés de parures avec des écharpes rouges et des smokings - la tenue complétée par cette chevelure explosive et anachronique. Ils étaient bien plus intéressants que grotesques ». Elle décrit également la recherche entreprise par leur mère, Harriett Muse, pour les retrouver. Domestique noire et analphabète, elle les retrouve en 1927 et réclame son droit parental auprès des propriétaires du cirque. Un accord financier est conclu où les deux frères font le choix de continuer à se produire tout en maintenant un lien avec leur mère.
Les frères Muse étaient exceptionnellement talentueux musicalement; ils pourraient facilement rejouer n'importe quelle mélodie après une seule écoute.
George décède en 1971 tandis que Willie décède le 13 avril 2001 à l'âge de 108 ans.

## Adaptations
Leonardo DiCaprio obtient les droits pour une adaptation cinématographique en 2016.